# Đo đường kính hố khoan

Đầu đo đường kính khi 3 càng mở

Đo đường kính hố khoan (Caliper log) là phép đo xác định đường kính thực tế của hố khoan.
Nó không phải là một phương pháp địa vật lý, mà là phép đo tham số hố khoan, được thực hiện bằng hệ thống đo địa vật lý hố khoan với đầu đo chuyên dụng.. Nó phát hiện các đoạn hố khoan bị lở thành do đất yếu, dung dịch khoan không phù hợp.

## Đo đạc
Đo đường kính hố khoan thực hiện bằng đầu đo Caliper.
Đầu đo này thường có dạng 3 cần chìa ra ba hướng với góc 120°. Ví dụ QL40-CAL 3-Arm Caliper của Mount Sopris Instrument (Mỹ) dùng cho hố khoan đường kính 50 – 736 mm (2" - 29").
Đầu đo được khép càng đo, thả xuống đáy hố khoan, phát lệnh mở càng, và đo trong tiến trình kéo lên.